# Hydra beijingensis
Hydra beijingensis is een hydroïdpoliep uit de familie Hydridae. De poliep komt uit het geslacht Hydra. Hydra beijingensis werd in 2003 voor het eerst wetenschappelijk beschreven door Fan. 